# Альтос-дель-Росарио
Альтос-дель-Росарио (исп. Altos del Rosario) — город и муниципалитет на севере Колумбии, на территории департамента Боливар.

## История
Поселение, из которого позднее вырос город, было основано в 1637 году алькальдом-ординарием города Момпос Диего Ортисом Ньето. Муниципалитет Альтос-дель-Росарио был выделен в отдельную административную единицу в 1973 году.

## Географическое положение
Город расположен в центральной части департамента, к югу от рукава Китасоль реки Магдалена, на расстоянии приблизительно 225 километров к юго-востоку от города Картахена, административного центра департамента. Абсолютная высота — 21 метр над уровнем моря.

Муниципалитет Альтос-дель-Росарио граничит на севере и востоке с территорией муниципалитета Барранко-де-Лоба, на юге — с муниципалитетом Тикисио, на западе — с муниципалитетом Пинильос. Площадь муниципалитета составляет 304 км².

## Население
По данным Национального административного департамента статистики Колумбии, совокупная численность населения города и муниципалитета в 2015 году составляла 13 669 человек.
Динамика численности населения муниципалитета по годам:
| 2005   | 2006   | 2007   | 2008   | 2009   | 2010   | 2011   | 2012   | 2013   | 2014   | 2015   |
| ------ | ------ | ------ | ------ | ------ | ------ | ------ | ------ | ------ | ------ | ------ |
| 11 357 | 11 568 | 11 766 | 11 982 | 12 203 | 12 425 | 12 663 | 12 909 | 13 159 | 13 414 | 13 669 |

Согласно данным переписи 2005 года мужчины составляли 52,3 % от населения Альтос-дель-Росарио, женщины — соответственно 47,7 %. В расовом отношении негры, мулаты и райсальцы составляли 87,7 % от населения города; белые и метисы — 12,3 %.
Уровень грамотности среди всего населения составлял 76,8 %.

## Экономика
Основу экономики Альтос-дель-Росарио составляют сельское хозяйство и рыболовство.

68 % от общего числа городских и муниципальных предприятий составляют предприятия торговой сферы, 20 % — промышленные предприятия, 12 % — предприятия сферы обслуживания.